# 슬래시 (잡지)
슬래시(영어: Slash)는 1977년부터 1980년까지 스티브 사미오프와 멜라니 니센이 발간한 펑크 록 잡지이다. 로스앤젤레스의 펑크 신에 관해 주로 다루었으며, 이후 중요한 펑크 레이블 중 하나로 자리잡는 슬래시 레코드의 탄생으로 이어졌다.

## 개요
슬래시는 더 스크리머스, 더 스컬스, 너버스 젠더, 백스, X와 같은 로스앤젤레스 출신 밴드들을 정기적으로 다루었지만, 오직 LA 신에만 국한되어 있지 않았다. 창간호의 표지는 댐드의 데이브 배니언이 장식하였다. 펑크 록 뿐만 아니라 레게, 블루스나 로커빌리 등을 리뷰하면서 당시 펑크 청취자들에게는 익숙하지 않았던 다양한 음악 장르를 소개하였다.

## 폐간
슬래시는 1980년에 폐간했는데 이는 잡지 제작에 참여하는 주요 인물들의 대다수가 점점 더 다른 활동에 집중하기 시작했기 때문이다. 밥 빅스는 레이블의 운영에 더욱 많이 관여했으며, 많은 작가들이 자신의 음악 활동에도 집중하고 있었다. 또한 포스트펑크, 하드코어 펑크, 데스 록과 같은 펑크 록의 파생 장르들이 생겨나기 시작했고, 로스앤젤레스 출신 밴드인 검스와 위어도스 등이 해체되며 펑크 록이 죽어가고 있다는 인식이 널리 퍼져 폐간에 이르렀다.

## 역대 호 목록
| 권 | 호 | 날짜         | 표지                            | 비고                                   |
| -- | -- | ------------ | ------------------------------- | -------------------------------------- |
| 1  | 1  | 1977년 5월   | 데이브 배니언 (댐드)            | 첫                                     |
| 1  | 2  | 1977년 6월   | 존 데니 (위어도스)              |                                        |
| 1  | 3  | 1977년 8월   | 조니 로튼 (섹스 피스톨즈)       |                                        |
| 1  | 4  | 1977년 9월   | 케리 콜로나 (라이브 콜라주)     |                                        |
| 1  | 5  | 1977년 10월  | 데비 해리 (블론디)              |                                        |
| 1  | 6  | 1977년 12월  | 익신 서벤카 (X)                 |                                        |
| 1  | 7  | 1978년 1월   | 지역 신 음악가들                |                                        |
| 1  | 8  | 1978년 2월   | 폴리 스타이렌 (엑스레이 스펙스) |                                        |
| 1  | 9  | 1978년 4월   | 바비 핀/다비 크래시             |                                        |
| 1  | 10 | 1978년 5월   | 앨리스 백 (백스)                |                                        |
| —  | —  | —            | 이전 호 표지의 콜라주           | 1주년 기념 무료 호, 날짜 및 권/호 없음 |
| 1  | 11 | 1978년 7월   | 스패즈 어택                     |                                        |
| 1  | 12 | 1978년 8월   | 더 스크리머스                   |                                        |
| 2  | 1  | 1978년 9월   | 피터 토시                       |                                        |
| 2  | 2  | 1978년 11월  | 수지 앤 더 밴시스               |                                        |
| 2  | 3  | 1979년 1월   |                                 |                                        |
| 2  | 4  | 1979년 3월   | 크램프스                        |                                        |
| 2  | 5  | 1979년 5월   | 라스타                          |                                        |
| 2  | 6  | 1979년 6월   | 알리캐츠                        |                                        |
| 2  | 7  | 1979년 8월   | "짐보"                          |                                        |
| 2  | 8  | 1979년 9월   | 데이비드 토머스 (페레 우부)     |                                        |
| 2  | 9  | 1979년 10월  | 수 티슈 (서버번 론스)           |                                        |
| 2  | 10 | 1979년 11월  | 데이비드 번 (토킹 헤즈)         |                                        |
| 2  | 11 | 1979년 12월  | 제임스 챈스                     |                                        |
| 3  | 1  | 1980년 1/2월 | 리 빙 (피어)                    |                                        |
| 3  | 2  | 1980년 3월   | 윈스턴 로드니 (버닝 스피어)     |                                        |
| 3  | 3  | 1980년 4월   | 말콤 맥라렌과 조니 로튼         |                                        |
| 3  | 4  | 1980년 5월   | 조해나 웬트                     |                                        |
| 3  | 5  | 1980년 여름  | 하드코어 펑크                   | 마지막 호                              |